# 接道義務
接道義務（せつどうぎむ）とは、建築基準法（以下「法」）第43条の規定により、建築物の敷地が、道路に2メートル（ないし3メートル）以上接しなければならないとする義務をいう。都市計画区域と準都市計画区域内でだけ存在し、都市計画決定されていない区域では接道義務は無い。

## 概略
この条文は、ある建築物の敷地が道路とつながっていることを義務づけることで、例えば災害時の避難経路の確保や、消防車や救急車などの緊急車両が接近する経路を確保することが目的である。また、建築基準法では道路はその上空が開放された空間であることを前提としており、敷地と道路が接していることはすなわち、敷地の一部が開放空間と接しているという意味でもある。これは衛生上（通風や排水など）の問題とされる。
いずれにせよ、実際に建築物を使用する上でも、道路から自由に出入りできるかどうかは非常に重要なことである。接道義務によって、その敷地は最低一箇所以上の出入り口を確保することが義務づけられているわけである。

## 法令

### 解説
建築物の敷地が、道路に2メートル以上接していることを義務づける条文である。一箇所でも道路に接していればよい。道路の定義については法42条で行われ、法42条に合致しない道路に接していても接道とは見なされない。
一定条件下では、自動車専用道やある種の高架道路は接道に使用することはできない（法43条第1項2号）。
道路との間に数メートル以上の段差があるなどの理由で物理的に出入り不可能な場合、特定行政庁によっては、接道義務を満たしていると見なされない場合がある（この道路とは接していることに変わりはない。43条で言うところの接道義務に関しての問題である）。ただし階段や斜路を設けるなど適切な対処ができればこの限りではない。
接道がとれなくとも、許可を受ければ建築することが可能である（後述）。

## 道路の定義

### 定義
建築基準法における道路の定義は、法第42条で行われている。

### 解説

#### 道路
法第42条第1項では、道路は幅員が4メートル（ないし6メートル）以上であることが要求され、原則として4メートル未満のものは建築基準法上では道路としては扱われないこととしている。
また通常、道路区域の幅を以って道路の幅員として扱われるが、道路区域に擁壁や水路などの道路施設が入っていて、実際には通行できない場合、そこが道路幅員に含まれない場合もある。幅員が規定以下の幅員のものは単なる隣地として扱われる。
現在では幅員4メートル未満の道路が新たに造られることは希であるが、全くないわけでは無いので、実際に建築計画を行う場合には注意が必要である。

#### 分類
建築基準法の道路は概ね、
1. 法律により造られた道路。（1号、2号、5号）
2. 法律により造られていない法以前の道路。例えば接道義務が発生する以前から敷地に出入りする道路として使われていた私道など。（3号）

の二つに分類できる。
法律により造られた道路は、道路の構造やその維持管理について法律に規定されており、ある水準以上の道路が当面の間維持されることが確実である（とされる）。この意味で、これらの道路は建築基準法が求める避難や防災、衛生など要求を満たすことができると言える。
一方で、3号に規定する法以前の道路は、接道義務が無い時期に建築された建築物が、接道義務が発生することで全て不適格となることを避ける救済措置であると言えるが、道路としての機能を補償する条文は（明文化されたものは）非常に少なく、必ずしも法の要求を満たす（あるいは満たし続ける）ことが出来るわけではない。
ここに4号による「予定道路」（道路となる予定のもの）が加えられるが、この予定道路は完成後は自動的に1号か2号の道路となるため、性質としては「1.」に近い。なお予定道路の規定は、一定条件を満たせば未完成の道路からでも接道をとったり角地緩和などの緩和規定を受けられるという申請者に有利な条件だけでなく、道路内の建築制限（法44条）や道路斜線制限のように不利な条件も生むことになる。

#### 第42条に規定されていないもの
法第42条に規定されていないものは、たとえ道路形状をしていても道路としては扱われず、単なる隣地となる（ただし、延焼や採光の検討の中で空地として認められる場合はある）。
例えば土地改良法では、農地の利用や整理の事業の中で道路（農道）を造ることが多いが、これは建築基準法の上では道路として扱われず、ここに接していたとしても接道義務を満たすことはできない。
同様の現象は森林法による林道や河川法による河川管理道路、港湾法によって港湾区域に造られた臨港道路など、道路整備の可能な他の法律にも発生する
。

#### 注意点
以下に注意点を挙げる。
- 道路法の場合、着工前に道路区域が認定され、実際に供用開始されるのがその後（場合によっては数年以上後）という順序で道路が整備される。この場合、実際に供用開始するまでは道路と見なさないことが普通である。
- 土地区画整理法の場合は、着工前に道路とそれ以外の区画割りが決定されるが、道路の施工より移転が先行する（移転しなければ道路が施工できない）関係上、現地には道路形状が無いにもかかわらず移転のための建築確認申請を行わざるを得ないことが珍しくない。このような場合の取扱いは特定行政庁によって異なる。

## 路地状敷地
路地状敷地は、建築物と道路の間に細い部分（路地状の部分）を持った敷地のことである。しばしばその形状から「旗竿敷地」とも呼ばれる。路地状敷地は、路地状部分の幅員が、接道すべき長さ（通常は2メートル）以上でなければならない。

## 例外規定
法律上の接道義務を満たしていなくとも、実際には全く支障がないケースもある。例えば敷地が都市施設としての公園に接しており、そこから自由に出入りできる場合や、道路と敷地の間に水路があるが水路上に橋を架けて自由に出入りできる場合、建築基準法上は道路として扱われないが現実には道路と全く変わらない性質を有した施設（例えば上記の農道や港湾区域内の道路など）から自由に出入りできる場合などがこれにあたる。
周囲の状況や建築計画の内容から「交通上、安全上、防火上及び衛生上支障がない」と認められ、許可を受けることができれば、接道していない敷地での建築行為が可能となる（第43条第2項2号）。
許可申請があった場合、まず特定行政庁がその計画が許可できるものであるかどうかの判断を行う。許可できると判断した場合、建築審査会の同意を求め、この同意が得られれば許可される。なお特定行政庁によっては、一定の基準を満たした計画であれば審査会の同意手続きを経なくとも許可できる（建築審査会が予め基準を定めておき、その基準を満たす計画については予め同意したものと見なす）ような規定を設けている場合がある。

## 問題点
- 古い市街地には、建築基準法の道路に全く接していない（例えば幅員1.8メートル未満の道路にしか接していない）敷地や、周囲を宅地に囲まれ、実際に道路に出入りできる部分の幅が2メートルに満たない敷地が存在している。法律上は、原則としてこうした敷地では再建築できず、例外規定による許可も現実の危険性が予想される場合には受けられないことも考えられる。道路から奥まった建物が建て替えも売却もできなくなっているケースが実際に見られる。
- 広い敷地に複数の独立した建築物が建ち並ぶような場合（例えば大規模な共同住宅団地など）、見た目では一つの敷地のように見えるが、建築基準法上は別敷地として扱われる（申請上は敷地の分割線が入る）。この場合、全ての建物の敷地を接道させるために複雑な形状で敷地分割が行われることが多く、実情にそぐわない「敷地境界線」が入れられているケースが見られる。
- 道路整備の可能な法律は数多くあり、その代表格が土地改良法であるが、土地改良法により整備された農道は建築基準法上は道路とみなされず、接道に使うことができないのは先述の通りである。現実には農道は後に市町村などに移管され、道路法の認定を受けることで法42条1項1号の道路として扱われることが多いが、こうした扱いはその事業が完了した後で行われるため、事業内容や用地買収の関係で完了まで年数を要する場合は移管が遅れることとなるし、中にはこうした移管自体が行われないこともある。こうしたケースでは、外見上は普通の道路と全く変わりないのにその道路沿いに建築物を建てるには法43条に基づいた許可が必要になる（あるいは全く建築できない）という、一見すると奇妙な現象が発生することとなる。

## その他の接道義務
法43条による接道義務とは異なった体裁をとるものの、実際には接道義務に相当する規定もある。その多くは、敷地内に道路に通じる一定幅の通路を設ける規定である。例えば消防隊員が非常用進入口にアプローチするための通路は4メートル以上の幅が必要であり、実際に接道する部分が4メートル以上なければこの通路が確保できないため、結果として4メートル以上の接道を要求されることとなる。
特殊建築物（不特定多数の人が利用する施設の建物。ホテル、学校など。）など一定の建築物については、地方公共団体が2メートルの接道義務では安全を確保できないと判断するときには、当該地方公共団体の条例により2メートル以上の接道を要求することができる（接道義務の緩和は条例ではできない）。
2メートル以上接していない、条例により付加された制限に適合しない等、接道義務を満たさない土地取引の広告においては、景品表示法により、「再建築不可」または「建築不可」と表示しなければならない。